# 亞當斯鎮區 (密歇根州霍頓縣)
亞當斯鎮區（英語：Adams Township）是位於美國密歇根州霍頓縣的一個行政鎮區。

## 地方資料
亞當斯鎮區的面積為123.60平方千米，當中陸地面積為122.40平方千米，而水域面積為1.20平方千米。根據2020年美國人口普查的數據，當地共有人口2540人，而人口密度為每平方千米20.55人。